# Kasjuber
Kasjuber (kasjubiska: Kaszëbi, polska: Kaszubi, tyska: Kaschuben) är en slavisk folkgrupp i den historiska polska regionen Kasjubien. Kasjuberna talar kasjubiska som ibland betraktats som en dialekt av polska men är så skilt från standardpolskan att den ibland betraktas som ett eget västslaviskt språk. Kasjubernas inofficiella huvudstad är Kartuzy. De större städerna Gdańsk, Gdynia och Sopot ligger inom det kasjubiska bosättningsområdet. 
Vid folkräkningen i Polen 2002 uppgav sig 5 100 personer vara av kasjubisk etnicitet, medan 51 000 uppgav kasjubiskan som sitt modersmål. Uppskattningarna av deras antal har annars legat mellan 50 000 och 500 000 personer.

## Historia

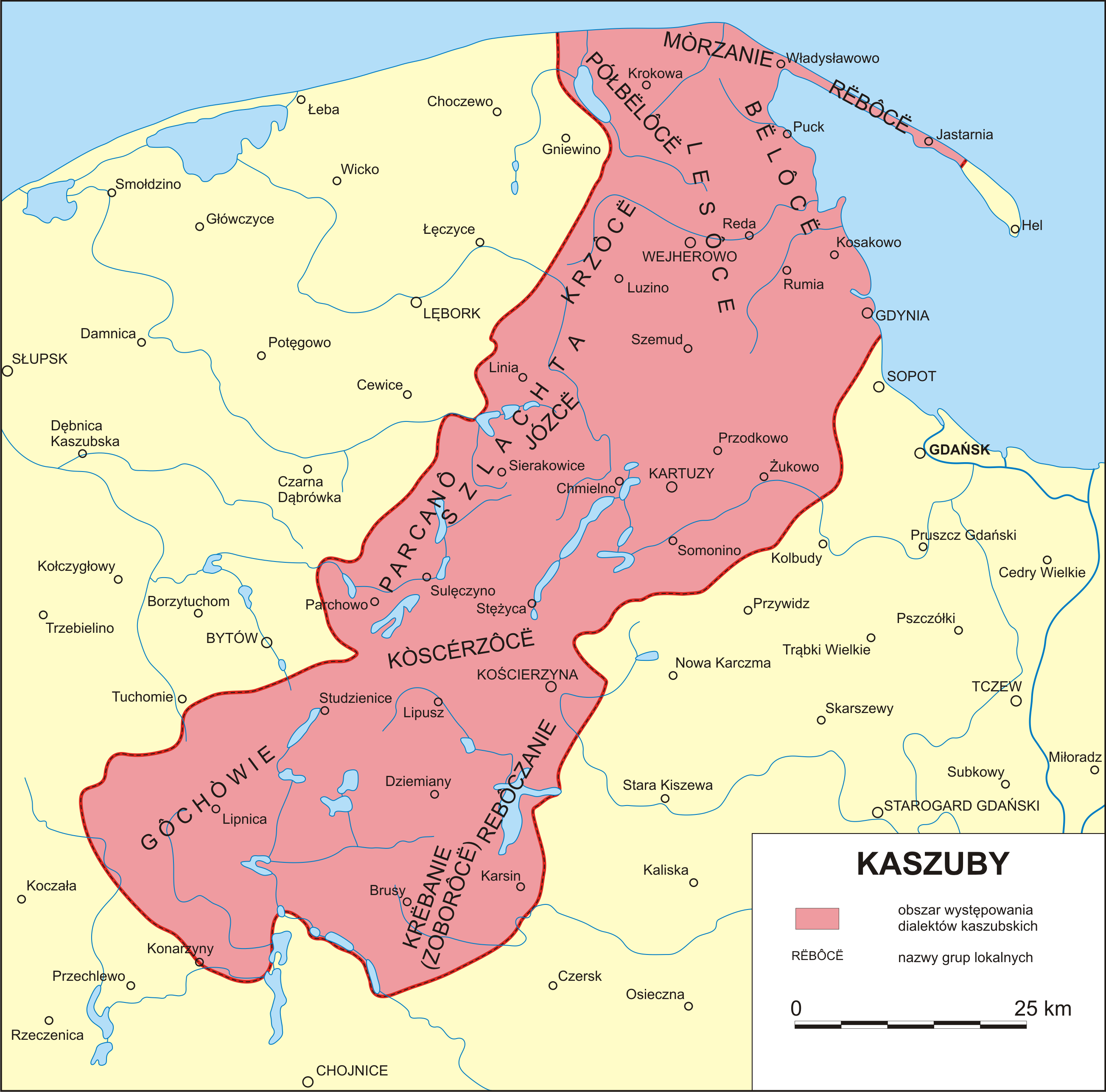
Kasjubien i slutet av 1900-talet

Kasjuberna utgör den sista resten av de slaviska pomrarna (vender ur germansk synvikel) som levde längs södra Östersjökusten (Vendland), innan de gradvis trängdes bort genom den tyska östkoloniseringen. Ursprungligen var hela kuststräckan mellan floderna Wisła och Persante kasjubiska områden. Här i Pomerellen hade kasjuberna sina egna furstar. Det äldsta skriftliga beviset för deras existens är från 1238, när påven Gregorius IX betecknar den i Stettin residerande fursten Bogislav av Pommern som "hertigen av Kasjubien". Själva tog sig furstarna titeln "slavernas hertig och hertig av Kasjubien". Pommern blev 1181 ett tyskt län, vilket i kombination med Hansans framväxt snabbt förtyskade Pommern. Ända in på 1700-talet fanns dock kasjuber även i Pommern. Pommerellen däremot erövrades dock först 1308 av Tyska orden, och där hann aldrig tyskan få något övertag. Från 1464 kom Pommerellen under polsk överhöghet och med det polska inflytandet poloniserades den kasjubiska överklassen, som ville komma i åtnjutande av den polska adelns privilegier. Samtidigt "kasjubiserades" de tyskar som slagit sig ned i området. Då levde ännu kasjuber även i Hinterpommern, som 1648 hamnade under Brandenburgsk överhöghet. Då delar av Hinterpommern tillföll Sverige samma år bar de svenska kungarna fram till 1720 titeln "hertig av Kasjubien", även om ytterst få kasjuber torde ha bott i den del av Hinterpommern som tillhörde Sverige. Då trakterna runt Lauenburg och Bütow tillföll Brandenburg 1657 kom fler kasjuber under tysk överhöghet. Vid Polens första delning 1772 tillföll hela det kasjubiska området Preussen, och förblev preussiskt fram till första världskrigets slut. Wilhelm II bar också titeln "hertig av Wenden och Kasjubien". 

Den preussiska överhögheten innebar en förbättring av kasjubernas situation i och med att livegenskapen avskaffades. Men även en germanisering av kasjuberna började; främst protestanterna blev snabbt förtyskade. Men det tysk-kasjubiska förhållandet förblev relativt harmoniskt långt in på 1800-talet. Senare ville den tyska centralmakten dels förtyska dem, dels använda den kasjubiska nationalismen mot den polska. Även ryssarna använde kasjubisk nationalism mot polackerna, medan polackerna såg kasjuberna endast som polacker och deras språk som en polsk dialekt. 

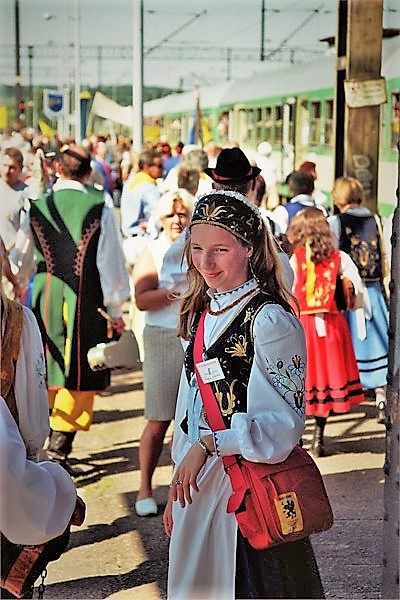
Kvinna i kasjubisk folkdräkt

Efter första världskriget hamnade kasjuberna inom Polen, i den s.k. korridoren som förband Polen med Östersjön. Under andra världskriget föll 12.000 kasjuber offer för den tyska ockupationsmakten. Efter kriget fördrevs den tyska befolkningen från Kasjubien, och därmed raderades 600 år av gemensam tysk-kasjubisk historia ut. 
Efter stalinismens år, under tövädersåret 1956 bildades Zrzeszenie Kaszubsko-Pomorskie, vars organ var Kaszebe, därefter Pomerania, vars namn syftade till att fastslå identiteten mellan kasjuberna och de forna pommeranerna. Tonen mot kasjuberna skärptes under varvsstrejkerna i Gdynia och Gdansk 1970 och 1980, då kasjuberna på officiellt håll påstods vara anstiftare.[källa behövs] Därefter har de kasjubiska önskemålen om ett erkännande av sin identitet tillmötesgåtts.

## Ekonomi
Traditionellt har kasjuberna försörjt sig på jordbruk och fiske. Numera arbetar många i tjänstesektorn, särskilt inom turism.

## Kultur
Den tyske författaren Günter Grass, vars mor var kasjubiska, låter ett flertal kasjubiska huvudpersoner förekomma i romanen Blecktrumman.

## Personer
Urval av nutida välkända kasjuber: 
- Donald Tusk, född 1957, polsk och internationell politiker
- Danuta Stenka, född 1961, polsk skådespelare